# Lví brána (Jeruzalém)

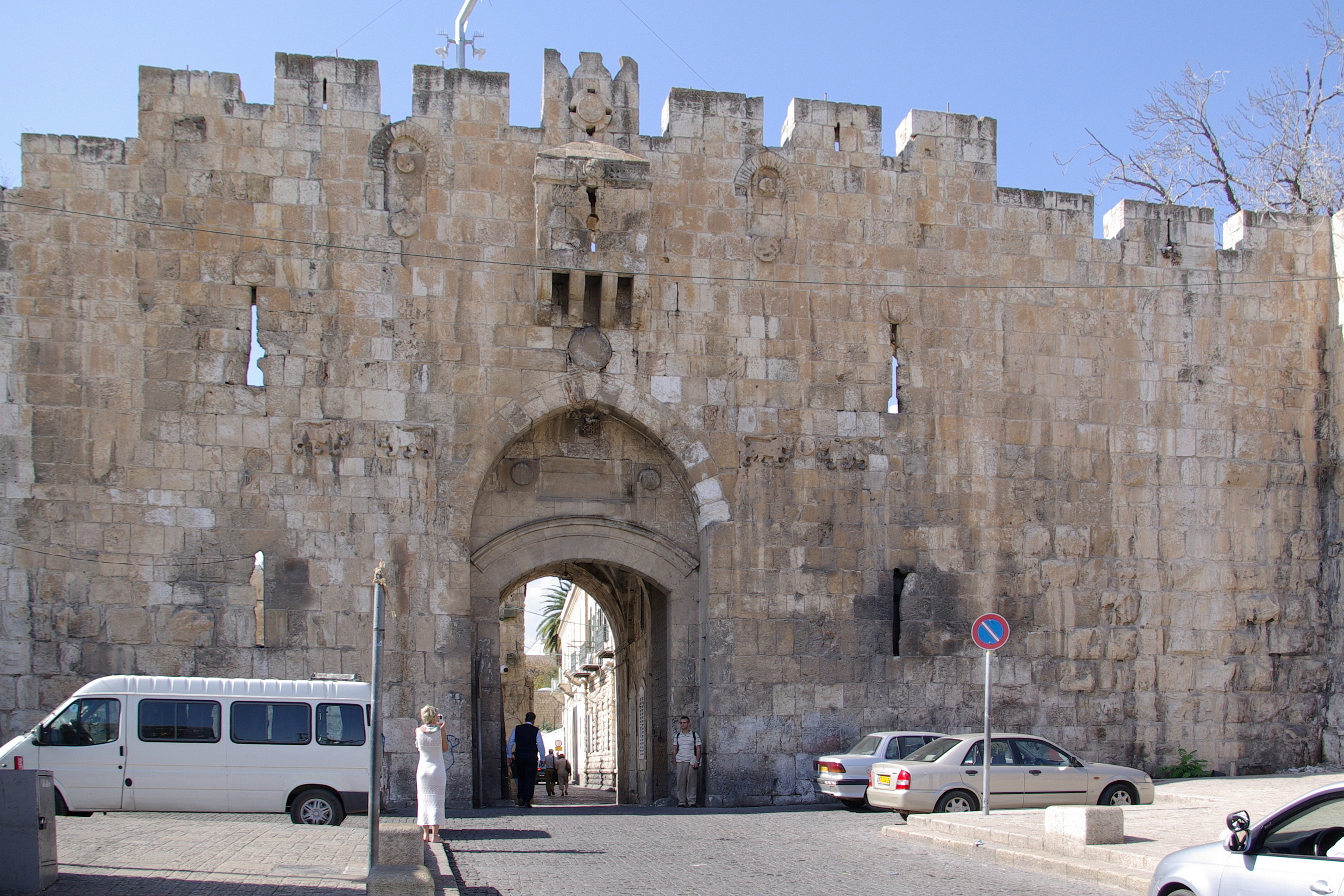
Lví brána

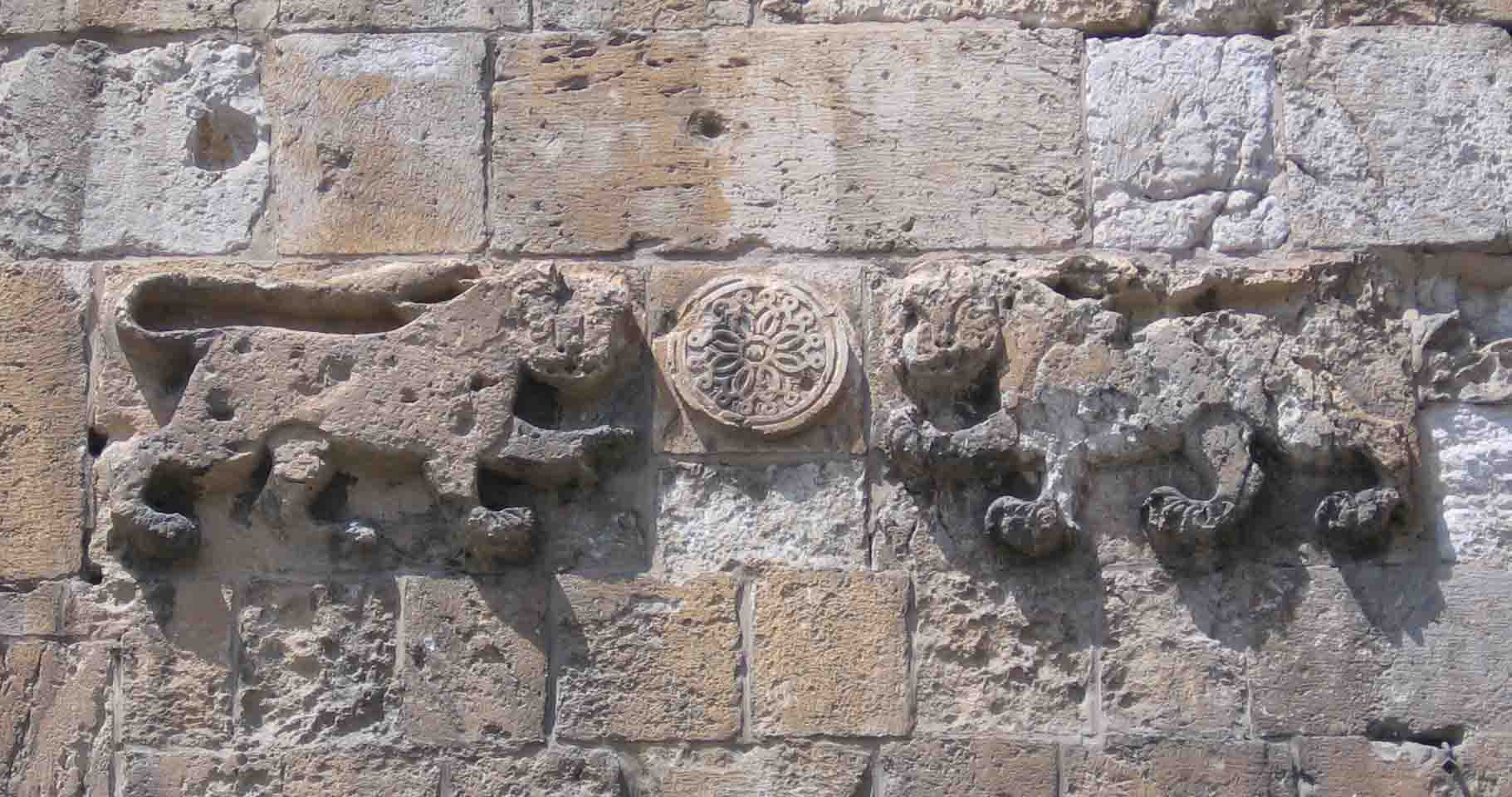
Plastiky na Bráně lvů ve skutečnosti zobrazují leopardy

Lví brána (hebrejsky שער האריות‎), také brána sv. Štěpána nebo Ovčí brána, také brána Kmenů (ve smyslu izraelských kmenů, arabsky باب الأسباط‎), je jednou ze sedmi otevřených bran jeruzalémského Starého Města.
Nalézá se ve východní hradbě, uvnitř brány začíná podle křesťanské tradice poslední cesta Ježíše Krista. Bránu zdobí dvě dvojice leopardů, mylně považovaných za lvy. Nechal je vytesat sultán Sulejman Nádherný k oslavě vítězství Osmanů nad Mamlúky v roce 1517. Podle legendy však byl podnětem ke stavbě sen předchozího sultána Selima I., ve kterém stanul sám proti čtveřici rozzuřeným lvům.
Během šestidenní války vtrhli branou vojáci 55. paradesantní brigády do Starého Města a na Chrámové hoře rozvinuli izraelskou vlajku.